# 時岡又左衛門
時岡 又左衛門（ときおか またざえもん、1848年（嘉永元年8月） - 1904年（明治37年）9月23日）は、明治時代の政治家、医師。衆議院議員（4期）。旧姓・樽木、幼名・嘉市。

## 経歴
若狭国遠敷郡大谷村（福井県遠敷郡宮川村を経て現小浜市）で樽木四郎左衛門の二男として生まれた。1876年（明治9年）福井県大飯郡、のちの本郷村（大飯郡大飯町を経て、現おおい町）の先代・時岡又左衛門の養子となり、又左衛門を襲名した。医師を務める傍ら、1879年（明治12年）滋賀県会議員に当選。1881年（明治14年）福井県会議員に転じ、同議長を務めた。
1894年（明治27年）3月の第3回衆議院議員総選挙では福井県郡部から自由党所属で出馬し当選。その後、第5回、第8回、第9回総選挙で当選し通算4期を務めたが、4期目の任期中に死去した。